# 丸山桂里奈
丸山 桂里奈（まるやま かりな、1983年3月26日 - ）は、東京都大田区大森出身の元サッカー選手、元サッカー日本女子代表、マルチタレント、YouTuber、元東京電力社員。現役時代のポジションはフォワード。日本体育大学体育学部体育学科卒業。ホリプロ所属。夫は元サッカー日本代表の本並健治。国民栄誉賞受賞者。

## 経歴

### ユース時代
少年/少女サッカークラブである入一SC（大田区立入新井第一小学校サッカークラブ）でサッカーを始める。のちに東京ガスサッカースクールに所属し、中学時代に日テレ・ベレーザの下部組織である読売メニーナに入団した。1997年、第18回全日本女子サッカー選手権大会に出場登録される。
村田女子高等学校に進学しメニーナを退団、高校のサッカー部でのプレーを選び3年生の時には第9回全日本高等学校女子サッカー選手権大会で第3位となった。この頃は大田区山王にある急坂（闇坂）を連日のように百回ダッシュするトレーニングを積んだ。2001年、日本体育大学体育学部体育学科に進み、在学中は全日本大学女子サッカー選手権大会を4度制し、同大学の同大会5連覇に貢献した。大学在学中にサッカー女子日本代表初選出され、2003年のFIFA女子ワールドカップ、2004年のアテネオリンピックに出場した。

### クラブ時代
2005年に東京電力へ就職、配属先は福島第一原子力発電所だった。同時にL・リーグ（現・なでしこリーグ）の東京電力女子サッカー部マリーゼに入団。8得点をあげて同年の新人王を受賞した。なお、後の福島第一原子力発電所事故で原発所長として収束作業を指揮することとなる吉田昌郎は上司であった。
2008年、北京五輪日本代表に選出された。この大会で得点を決めることができず、チームも4位に終わった。試合後にキャプテンである澤穂希から「スーパーサブならもっと走りなよ！」と叱咤激励され、奮起したという。
2009年シーズンをもって東京電力女子サッカー部マリーゼを退団した。同時に東京電力を退職。
2010年、アメリカのプロリーグ・WPSのフィラデルフィア・インデペンデンスへの移籍が決定、移籍後試合には4回出場している。同年9月17日、ジェフユナイテッド市原・千葉レディースへの移籍が発表された。
2011年7月、FIFA女子ワールドカップのメンバーに選出。スーパーサブとして4試合に出場した。準々決勝のドイツ戦では、後半開始から永里優季に代わって交代出場、延長後半3分に澤穂希の浮き球のミドルパスに反応し、ボールを受けると角度のない場所からシュートを放ち、これが先制のゴールとなった。丸山のこの値千金の1点が決勝ゴールとなり、日本女子代表はワールドカップで初めてベスト4に進出した。試合後の記者会見では「東北の人たちのために、ゴールを決めました」と答えた。その後、決勝戦に進出し日本の初優勝に貢献した。また結果的にこのゴールが丸山の代表での最後のゴールとなった。
2012年、ジェフユナイテッド市原・千葉レディースからスペランツァFC大阪高槻に移籍。2月16日にチームへの加入記者会見が行われた。
2016年9月、2016年シーズン限りでの引退を発表した。

### 引退後
引退後はタレントに転身してバラエティー番組でサッカー選手らしからぬ発言で注目を集めている。
2017年9月10日放送の「しくじり先生（テレビ朝日系）」ではサッカーのルールに関して多くの勘違いをしていたことを明かし、特にオフサイドを知らず敵のゴールポストに隠れて試合終了後に監督から怒られた事、2008年の北京五輪で準備運動を全くしなかった結果試合で走れずドイツに負け、普段温厚な澤穂希から「スーパーサブならもっと走れ！」と激怒されたことを明かした。
2020年9月4日、元日本代表ゴールキーパーで、かつて監督と選手の関係であった本並健治と結婚（本並は再婚）。翌日9月5日にさいたまスーパーアリーナで行われた「第31回東京ガールズコレクション」にゲストモデルとして揃って出演し、「本物の結婚式」をテーマに設けられた「マイナビウェディングステージ」で、神父役の前園真聖を前に結婚を初めて公表した。
2022年10月10日に生出演した『ラヴィット!』（TBS）で第1子妊娠を発表。2023年2月21日に第1子女児を出産した。
2024年5月9日に、第16回ベストマザー賞2024 スポーツ部門を受賞した。

## 個人成績

### クラブ
| 国内大会個人成績 | 国内大会個人成績                     | 国内大会個人成績 | 国内大会個人成績  | 国内大会個人成績 | 国内大会個人成績 | 国内大会個人成績 | 国内大会個人成績 | 国内大会個人成績 | 国内大会個人成績 | 国内大会個人成績 | 国内大会個人成績 |
| 年度             | クラブ                               | 背番号           | リーグ            | リーグ戦         | リーグ戦         | リーグ杯         | リーグ杯         | オープン杯       | オープン杯       | 期間通算         | 期間通算         |
| 年度             | クラブ                               | 背番号           | リーグ            | 出場             | 得点             | 出場             | 得点             | 出場             | 得点             | 出場             | 得点             |
| 日本             | 日本                                 | 日本             | 日本              | リーグ戦         | リーグ戦         | リーグ杯         | リーグ杯         | 皇后杯           | 皇后杯           | 期間通算         | 期間通算         |
| ---------------- | ------------------------------------ | ---------------- | ----------------- | ---------------- | ---------------- | ---------------- | ---------------- | ---------------- | ---------------- | ---------------- | ---------------- |
| 2005             | 東京電力女子サッカー部マリーゼ       | 14               | L・リーグ1部 (L1) | 19               | 8                | -                | -                | 3                | 2                | 22               | 10               |
| 2006             | 東京電力女子サッカー部マリーゼ       | 14               | なでしこ Div.1    | 15               | 5                | -                | -                | 2                | 1                | 17               | 6                |
| 2007             | 東京電力女子サッカー部マリーゼ       | 14               | なでしこ Div.2    | 17               | 22               | 4                | 4                | 2                | 0                | 23               | 26               |
| 2008             | 東京電力女子サッカー部マリーゼ       | 10               | なでしこ Div.1    | 20               | 4                | -                | -                | 3                | 5                | 23               | 9                |
| 2009             | 東京電力女子サッカー部マリーゼ       | 10               | なでしこ Div.1    | 15               | 5                | -                | -                | 0                | 0                | 15               | 5                |
| アメリカ         | アメリカ                             | アメリカ         | アメリカ          | リーグ戦         | リーグ戦         | リーグ杯         | リーグ杯         | オープン杯       | オープン杯       | 期間通算         | 期間通算         |
| 2010             | フィラデルフィア・インディペンデンス | 11               | WPS               | 4                | 0                | -                | -                | -                | -                | 4                | 0                |
| 日本             | 日本                                 | 日本             | 日本              | リーグ戦         | リーグ戦         | リーグ杯         | リーグ杯         | 皇后杯           | 皇后杯           | 期間通算         | 期間通算         |
| 2010             | ジェフ千葉レディース                 | 31               | なでしこ          | 6                | 1                | 0                | 0                | 2                | 1                | 8                | 2                |
| 2011             | ジェフ千葉レディース                 | 14               | なでしこ          | 8                | 1                | -                | -                | 0                | 0                | 8                | 1                |
| 2012             | スペランツァFC大阪高槻               | 14               | なでしこ          | 18               | 4                | 3                | 0                | 1                | 0                | 22               | 4                |
| 2013             | スペランツァFC大阪高槻               | 14               | なでしこ          | 18               | 1                | 8                | 1                | 2                | 1                | 28               | 3                |
| 2014             | スペランツァFC大阪高槻               | 14               | チャレンジ        | 18               | 5                | -                | -                | 0                | 0                | 18               | 5                |
| 2015             | スペランツァFC大阪高槻               | 14               | なでしこ1部       | 24               | 3                | -                | -                | 0                | 0                | 24               | 3                |
| 2016             | コノミヤ・スペランツァ大阪高槻       | 14               | なでしこ1部       | 18               | 0                | 4                | 0                | 1                | 0                | 23               | 0                |
| 通算             | 日本                                 | 日本             | 1部               | 161              | 32               | 15               | 1                | 14               | 10               | 190              | 43               |
| 通算             | 日本                                 | 日本             | 2部               | 35               | 27               | 4                | 4                | 2                | 0                | 38               | 31               |
| 通算             | アメリカ                             | アメリカ         | 1部               | 4                | 0                | -                | -                | -                | -                | 4                | 0                |
| 総通算           | 総通算                               | 総通算           | 総通算            | 200              | 59               | 19               | 5                | 16               | 10               | 235              | 74               |

### 代表
- 2002年10月2日 - 日本代表初出場 -  北朝鮮戦（第14回アジア競技大会、韓国）
- 2003年3月19日 - 日本代表初得点 -  タイ戦（国際親善試合、タイ・バンコク）

#### 主な選出歴
- 2001年 第21回ユニバーシアード北京大会
- 2003年 第4回FIFA女子ワールドカップ アメリカ大会
- 2004年 アテネオリンピック
- 2005年 東アジア女子サッカー大会2005
- 2006年 第15回アジア競技大会(カタール) 準優勝
- 2007年 2007 FIFA女子ワールドカップ・予選 (大陸間プレーオフ) メキシコ戦
- 2008年 東アジア女子サッカー選手権 2008 中国・重慶 優勝
- 2008年 キプロス・カップ 2008 3位
- 2008年 2008 AFC女子アジアカップ ベトナム大会 3位
- 2008年 北京オリンピック
- 2011年 2011 FIFA女子ワールドカップ ドイツ大会 優勝
- 2012年 ロンドンオリンピック 準優勝[20]

#### 試合数
| 日本代表 | 国際Aマッチ | 国際Aマッチ |
| 年       | 出場        | 得点        |
| -------- | ----------- | ----------- |
| 2002     | 5           | 0           |
| 2003     | 12          | 6           |
| 2004     | 11          | 3           |
| 2005     | 3           | 0           |
| 2006     | 9           | 1           |
| 2007     | 1           | 0           |
| 2008     | 17          | 3           |
| 2009     | 2           | 0           |
| 2011     | 8           | 1           |
| 2012     | 5           | 0           |
| 2013     | 4           | 0           |
| 2014     | 2           | 0           |
| 通算     | 79          | 14          |

#### 出場試合
| #   | 開催日         | 開催都市                   | スタジアム                                         | 対戦国                 | 結果           | 監督       | 大会                                       | 出典   |
| --- | -------------- | -------------------------- | -------------------------------------------------- | ---------------------- | -------------- | ---------- | ------------------------------------------ | ------ |
| 1.  | 2002年10月02日 | 釜山                       |                                                    | 朝鮮民主主義人民共和国 | ●0-1           | 上田栄治   | アジア大会                                 |        |
| 2.  | 2002年10月04日 | 昌原                       |                                                    | ベトナム               | ○3-0           | 上田栄治   | アジア大会                                 |        |
| 3.  | 2002年10月07日 | 馬山                       |                                                    | 韓国                   | ○1-0           | 上田栄治   | アジア大会                                 |        |
| 4.  | 2002年10月09日 | 昌原                       |                                                    | 中国                   | △2-2           | 上田栄治   | アジア大会                                 |        |
| 5.  | 2002年10月11日 | 馬山                       |                                                    | チャイニーズタイペイ   | ○2-0           | 上田栄治   | アジア大会                                 |        |
| 6.  | 2003年01月12日 | サンディエゴ               |                                                    | アメリカ合衆国         | △0-0           | 上田栄治   | 国際親善試合                               |        |
| 7.  | 2003年03月19日 | バンコク                   |                                                    | タイ                   | ○9-0           | 上田栄治   | 国際親善試合                               |        |
| 8.  | 2003年06月09日 | バンコク                   |                                                    | フィリピン             | ○15-0          | 上田栄治   | アジア選手権                               |        |
| 9.  | 2003年06月11日 | バンコク                   |                                                    | グアム                 | ○7-0           | 上田栄治   | アジア選手権                               |        |
| 10. | 2003年06月13日 | バンコク                   |                                                    | ミャンマー             | ○7-0           | 上田栄治   | アジア選手権                               |        |
| 11. | 2003年06月15日 | バンコク                   |                                                    | チャイニーズタイペイ   | ○5-0           | 上田栄治   | アジア選手権                               |        |
| 12. | 2003年06月19日 | バンコク                   |                                                    | 朝鮮民主主義人民共和国 | ●0-3           | 上田栄治   | アジア選手権                               |        |
| 13. | 2003年06月21日 | バンコク                   |                                                    | 韓国                   | ●0-1           | 上田栄治   | アジア選手権                               |        |
| 14. | 2003年07月12日 | 東京都                     | 国立霞ヶ丘競技場陸上競技場                         | メキシコ               | ○2-0           | 上田栄治   | ワールドカップ予選                         |        |
| 15. | 2003年07月22日 | 宮城県                     | 仙台スタジアム                                     | 韓国                   | ○5-0           | 上田栄治   | 日韓豪3ヶ国対抗国際大会                    |        |
| 16. | 2003年07月27日 | 宮城県                     | 仙台スタジアム                                     | オーストラリア         | △0-0           | 上田栄治   | 日韓豪3ヶ国対抗国際大会                    |        |
| 17. | 2003年09月21日 | コロンバス                 |                                                    | アルゼンチン           | ○6-0           | 上田栄治   | ワールドカップ                             |        |
| 18. | 2004年04月18日 | 東京都                     | 駒沢オリンピック公園総合運動場陸上競技場           | ベトナム               | ○7-0           | 上田栄治   | オリンピック予選                           |        |
| 19. | 2004年04月22日 | 東京都                     | 国立霞ヶ丘競技場陸上競技場                         | タイ                   | ○6-0           | 上田栄治   | オリンピック予選                           |        |
| 20. | 2004年04月24日 | 東京都                     | 国立霞ヶ丘競技場陸上競技場                         | 朝鮮民主主義人民共和国 | ○3-0           | 上田栄治   | オリンピック予選                           |        |
| 21. | 2004年04月26日 | 広島県                     | 広島広域公園陸上競技場                             | 中国                   | ●0-1           | 上田栄治   | オリンピック予選                           |        |
| 22. | 2004年06月06日 | ルイビル                   |                                                    | アメリカ合衆国         | △1-1           | 上田栄治   | 国際親善試合                               |        |
| 23. | 2004年07月30日 | 東京都                     | 国立霞ヶ丘競技場陸上競技場                         | カナダ                 | ○3-0           | 上田栄治   | 国際親善試合                               |        |
| 24. | 2004年08月06日 | ザイスト                   |                                                    | オランダ               | ○2-0           | 上田栄治   | 国際親善試合                               |        |
| 25. | 2004年08月11日 | ボロス                     |                                                    | スウェーデン           | ○1-0           | 上田栄治   | オリンピック                               |        |
| 26. | 2004年08月14日 | アテネ                     |                                                    | ナイジェリア           | ●0-1           | 上田栄治   | オリンピック                               |        |
| 27. | 2004年08月20日 | テッサロニキ               |                                                    | アメリカ合衆国         | ●1-2           | 上田栄治   | オリンピック                               |        |
| 28. | 2004年12月18日 | 東京都                     | 国立西が丘サッカー場                               | チャイニーズタイペイ   | ○11-0          | 大橋浩司   | 国際親善試合                               |        |
| 29. | 2005年07月23日 | 東京都                     | 国立西が丘サッカー場                               | オーストラリア         | ○4-2           | 大橋浩司   | 国際親善試合                               |        |
| 30. | 2005年08月01日 | 全州                       |                                                    | 朝鮮民主主義人民共和国 | ●0-1           | 大橋浩司   | 東アジア大会                               |        |
| 31. | 2005年08月06日 | 大邱                       |                                                    | 韓国                   | △0-0           | 大橋浩司   | 東アジア大会                               |        |
| 32. | 2006年02月18日 | 静岡県                     | 静岡県小笠山総合運動公園スタジアム                 | ロシア                 | ○2-0           | 大橋浩司   | 国際親善試合                               |        |
| 33. | 2006年03月10日 | マニョーネ                 |                                                    | スコットランド         | ○4-0           | 大橋浩司   | 国際親善試合                               |        |
| 34. | 2006年03月12日 | ヴェナフロ                 |                                                    | イタリア               | ●0-1           | 大橋浩司   | 国際親善試合                               |        |
| 35. | 2006年05月07日 | 熊本県                     | 熊本県民総合運動公園陸上競技場                     | アメリカ合衆国         | ●1-3           | 大橋浩司   | 国際親善試合                               |        |
| 36. | 2006年11月19日 | 千葉県                     | フクダ電子アリーナ                                 | オーストラリア         | ○1-0           | 大橋浩司   | 国際親善試合                               |        |
| 37. | 2006年11月23日 | カールスルーエ             |                                                    | ドイツ                 | ●3-6           | 大橋浩司   | 国際親善試合                               |        |
| 38. | 2006年11月30日 | ドーハ                     |                                                    | ヨルダン               | ○13-0          | 大橋浩司   | アジア大会                                 |        |
| 39. | 2006年12月04日 | ドーハ                     |                                                    | タイ                   | ○4-0           | 大橋浩司   | アジア大会                                 |        |
| 40. | 2006年12月07日 | ドーハ                     |                                                    | 中国                   | ○1-0           | 大橋浩司   | アジア大会                                 |        |
| 41. | 2007年02月14日 | ラルナカ                   |                                                    | スコットランド         | ○2-0           | 大橋浩司   | 国際親善試合                               |        |
| 42. | 2008年02月18日 | 重慶                       |                                                    | 朝鮮民主主義人民共和国 | ○3-2           | 佐々木則夫 | 東アジア選手権                             |        |
| 43. | 2008年02月21日 | 重慶                       |                                                    | 韓国                   | ○2-1           | 佐々木則夫 | 東アジア選手権                             |        |
| 44. | 2008年02月24日 | 重慶                       |                                                    | 中国                   | ○3-0           | 佐々木則夫 | 東アジア選手権                             |        |
| 45. | 2008年03月10日 | アフナス                   |                                                    | ロシア                 | ○3-1           | 佐々木則夫 | キプロスカップ                             |        |
| 46. | 2008年03月12日 | ラルナカ                   |                                                    | オランダ               | ○2-1           | 佐々木則夫 | キプロスカップ                             |        |
| 47. | 2008年05月29日 | ホーチミン                 |                                                    | 韓国                   | ●1-3           | 佐々木則夫 | アジアカップ                               |        |
| 48. | 2008年05月31日 | ホーチミン                 |                                                    | チャイニーズタイペイ   | ○11-0          | 佐々木則夫 | アジアカップ                               |        |
| 49. | 2008年06月05日 | ホーチミン                 |                                                    | 中国                   | ●1-3           | 佐々木則夫 | アジアカップ                               |        |
| 50. | 2008年06月08日 | ホーチミン                 |                                                    | オーストラリア         | ○3-0           | 佐々木則夫 | アジアカップ                               |        |
| 51. | 2008年07月24日 | 兵庫県                     | 御崎公園球技場                                     | オーストラリア         | ○3-0           | 佐々木則夫 | 国際親善試合                               |        |
| 52. | 2008年07月29日 | 東京都                     | 国立霞ヶ丘競技場陸上競技場                         | アルゼンチン           | ○2-0           | 佐々木則夫 | キリンチャレンジカップ                     |        |
| 53. | 2008年08月06日 | 秦皇島                     |                                                    | ニュージーランド       | △2-2           | 佐々木則夫 | オリンピック                               |        |
| 54. | 2008年08月09日 | 秦皇島                     |                                                    | アメリカ合衆国         | ●0-1           | 佐々木則夫 | オリンピック                               |        |
| 55. | 2008年08月12日 | 上海                       |                                                    | ノルウェー             | ○5-1           | 佐々木則夫 | オリンピック                               |        |
| 56. | 2008年08月15日 | 秦皇島                     |                                                    | 中国                   | ○2-0           | 佐々木則夫 | オリンピック                               |        |
| 57. | 2008年08月18日 | 北京                       |                                                    | アメリカ合衆国         | ●2-4           | 佐々木則夫 | オリンピック                               |        |
| 58. | 2008年08月21日 | 北京                       |                                                    | ドイツ                 | ●0-2           | 佐々木則夫 | オリンピック                               |        |
| 59. | 2009年07月29日 | マンハイム                 |                                                    | ドイツ                 | △0-0           | 佐々木則夫 | 国際親善試合                               |        |
| 60. | 2009年08月01日 | モンタルジ                 |                                                    | フランス               | ○4-0           | 佐々木則夫 | 国際親善試合                               |        |
| 61. | 2011年5月18日  | ケーリー                   | ウェイクメド・サッカー・パーク                     | アメリカ合衆国         | ● 0-2          | 佐々木則夫 | 国際親善試合 ～アメリカ遠征～              | [ 21 ] |
| 62. | 2011年6月18日  | 松山                       | ニンジニアスタジアム                               | 韓国                   | △ 1-1          | 佐々木則夫 | 国際親善試合                               | [ 22 ] |
| 63. | 2011年6月27日  | ボーフム                   | FIFA女子ワールドカップスタジアム・ボーフム         | ニュージーランド       | ○ 2-1          | 佐々木則夫 | 2011 FIFA女子ワールドカップ                | [ 23 ] |
| 64. | 2011年7月5日   | アウクスブルク             | FIFA女子ワールドカップスタジアム・アウクスブルク   | イングランド           | ● 0-2          | 佐々木則夫 | 2011 FIFA女子ワールドカップ                | [ 24 ] |
| 65. | 2011年7月9日   | ヴォルフスブルク           | FIFA女子ワールドカップスタジアム・ヴォルフスブルク | ドイツ                 | ○ 1-0          | 佐々木則夫 | 2011 FIFA女子ワールドカップ                | [ 25 ] |
| 66. | 2011年7月17日  | フランクフルト             | FIFA女子ワールドカップスタジアム・フランクフルト   | アメリカ合衆国         | ○ 2-2 (PK 3-1) | 佐々木則夫 | 2011 FIFA女子ワールドカップ                | [ 26 ] |
| 67. | 2011年9月5日   | 済南                       | 山東省体育中心体育場                               | オーストラリア         | ○ 1-0          | 佐々木則夫 | 2012年ロンドンオリンピック・アジア最終予選 | [ 27 ] |
| 68. | 2011年9月11日  | 済南                       | 済南オリンピック・スポーツセンター                 | 中華人民共和国         | ○ 1-0          | 佐々木則夫 | 2012年ロンドンオリンピック・アジア最終予選 | [ 28 ] |
| 69. | 2012年6月18日  | ハルムスタッド             | オルヤンス・ヴァル                                 | アメリカ合衆国         | ● 1-4          | 佐々木則夫 | 国際親善試合 ～スウェーデン遠征～          | [ 29 ] |
| 70. | 2012年6月20日  | ヨーテボリ                 | ガムラ・ウッレヴィ                                 | スウェーデン           | ○ 1-0          | 佐々木則夫 | 国際親善試合 ～スウェーデン遠征～          | [ 30 ] |
| 71. | 2012年7月11日  | 東京                       | 国立競技場                                         | オーストラリア         | ○ 3-0          | 佐々木則夫 | キリンチャレンジカップ2012                 |        |
| 72. | 2012年7月31日  | カーディフ                 | ミレニアム・スタジアム                             | 南アフリカ共和国       | △ 0-0          | 佐々木則夫 | 2012年ロンドンオリンピック                 | [ 31 ] |
| 73. | 2012年8月9日   | ロンドン                   | ウェンブリー・スタジアム                           | アメリカ合衆国         | ● 1-2          | 佐々木則夫 | 2012年ロンドンオリンピック                 | [ 32 ] |
| 74. | 2013年6月20日  | 鳥栖                       | ベストアメニティスタジアム                         | ニュージーランド       | △ 1-1          | 佐々木則夫 | キリンチャレンジカップ2013                 | [ 33 ] |
| 75. | 2013年6月26日  | バートン＝アポン＝トレント | ピレリ・スタジアム                                 | イングランド           | △ 1-1          | 佐々木則夫 | 国際親善試合 ～欧州遠征～                  | [ 34 ] |
| 76. | 2013年6月29日  | ミュンヘン                 | アリアンツ・アレーナ                               | ドイツ                 | ● 2-4          | 佐々木則夫 | 国際親善試合 ～欧州遠征～                  | [ 35 ] |
| 77. | 2013年9月22日  | 諫早                       | 長崎県立総合運動公園陸上競技場                     | ナイジェリア           | ○ 2-0          | 佐々木則夫 | 国際親善試合                               | [ 36 ] |
| 78. | 2014年5月8日   | 大阪                       | キンチョウスタジアム                               | ニュージーランド       | ○ 2-1          | 佐々木則夫 | なでしこジャパンWORLD MATCH                | [ 37 ] |
| 79. | 2014年5月16日  | ホーチミン                 | トンニャット・スタジアム                           | ベトナム               | ○ 4-0          | 佐々木則夫 | 2014 AFC女子アジアカップ                   | [ 38 ] |

#### ゴール
| #   | 開催日         | 開催都市         | スタジアム                                         | 対戦国               | 結果   | 監督       | 大会                                      | 出典   |
| --- | -------------- | ---------------- | -------------------------------------------------- | -------------------- | ------ | ---------- | ----------------------------------------- | ------ |
| 1.  | 2003年3月19日  | バンコク         |                                                    | タイ                 | ○ 9-0  | 上田栄治   | 国際親善試合                              |        |
| 2.  | 2003年6月11日  | バンコク         |                                                    | グアム               | ○ 7-0  | 上田栄治   | 2003 AFC女子選手権                        |        |
| 3.  | 2003年6月11日  | バンコク         |                                                    | グアム               | ○ 7-0  | 上田栄治   | 2003 AFC女子選手権                        |        |
| 4.  | 2003年6月13日  | バンコク         |                                                    | ミャンマー           | ○ 7-0  | 上田栄治   | 2003 AFC女子選手権                        |        |
| 5.  | 2003年6月15日  | バンコク         |                                                    | チャイニーズタイペイ | ○ 5-0  | 上田栄治   | 2003 AFC女子選手権                        |        |
| 6.  | 2003年7月12日  | 東京             | 国立霞ヶ丘競技場陸上競技場                         | メキシコ             | ○ 2-0  | 上田栄治   | 2003 FIFA女子ワールドカップ予選プレーオフ |        |
| 7.  | 2004年4月18日  | 東京             | 駒沢オリンピック公園総合運動場陸上競技場           | ベトナム             | ○ 7-0  | 上田栄治   | アテネオリンピックアジア最終予選          |        |
| 8.  | 2004年4月22日  | 東京             | 国立霞ヶ丘競技場陸上競技場                         | タイ                 | ○ 6-0  | 上田栄治   | アテネオリンピックアジア最終予選          |        |
| 9.  | 2004年4月22日  | 東京             | 国立霞ヶ丘競技場陸上競技場                         | タイ                 | ○ 6-0  | 上田栄治   | アテネオリンピックアジア最終予選          |        |
| 10. | 2006年11月23日 | カールスルーエ   | ワイルドパーク・スタジアム                         | ドイツ               | ● 3-6  | 大橋浩司   | 国際親善試合                              | [ 39 ] |
| 11. | 2008年5月31日  | ホーチミン       | トンニャット・スタジアム                           | チャイニーズタイペイ | ○ 11-0 | 佐々木則夫 | 2008 AFC女子アジアカップ                  | [ 40 ] |
| 12. | 2008年5月31日  | ホーチミン       | トンニャット・スタジアム                           | チャイニーズタイペイ | ○ 11-0 | 佐々木則夫 | 2008 AFC女子アジアカップ                  | [ 40 ] |
| 13. | 2008年7月24日  | 神戸             | ホームズスタジアム神戸                             | オーストラリア       | ○ 3-0  | 佐々木則夫 | 国際親善試合                              | [ 41 ] |
| 14. | 2011年7月9日   | ヴォルフスブルク | FIFA女子ワールドカップスタジアム・ヴォルフスブルク | ドイツ               | ○ 1-0  | 佐々木則夫 | FIFA女子ワールドカップ2011                | [ 42 ] |

## タイトル・表彰

### 代表
- 日本代表
  - FIFA女子ワールドカップ：1回 (2011)
  - 東アジア女子サッカー大会：1回 （2008）

### 個人
- L・リーグ 新人賞 (2005)

### 表彰
- 国民栄誉賞（2011年、2011 FIFA女子ワールドカップ日本女子代表の一員として）
- 紫綬褒章（2011年、同上）

## 出演

### テレビ

#### バラエティ
- 有吉ゼミ年末総決算（2019年12月30日、日本テレビ系）[43]
- 中川家・秋元真夏・丸山桂里奈の「#新しい日常」について聞かせてもらってイイですか？（2020年9月19日、テレビせとうち）[44]。
- I LOVE みんなのどうぶつ園（2020年10月3日 - 、日本テレビ系）※動物ニュース・リポーター[45]
- ライオンのグータッチ（2021年3月27日、フジテレビ系）
- ラヴィット!（TBS系、2021年3月29日 - ） - 月曜レギュラー
- まっちゃんねる（2021年6月19日、フジテレビ系）- 女子メンタル出演
- チコちゃんに叱られる!（2024年2月9日、NHK総合テレビ）
- すくすく子育て（2024年4月6日 - 、NHK Eテレ） - MC

#### サッカー日本女子代表戦の解説
- 2023 FIFA女子ワールドカップ 準々決勝 日本×スウェーデン（2023年8月11日、NHK総合テレビで放送）

### ウェブテレビ
- 安室奈美恵ファッション総選挙　FASHION MOVIE BEST 50（2018年9月9日、AbemaTV）[46]
- 和田アキ子 史上初の誕生会生中継（2019年4月10日、AbemaTV）[47]
- ドキュメンタル番外編 女子メンタルfromまっちゃんねる（2021年、Amazonプライム・ビデオ）- シーズン2出演

### 吹き替え
- スペース・プレイヤーズ（2021年） - アラクネカ 役〈ネカ・オグウマイク〉[48]

### ラジオ
- 丸園音楽堂（2019年4月 - 、JFN系） - 前園真聖と共演

## 作品

### 配信限定
- Happy Birthday to You（2011年8月3日）[49]